# Abersfeld
Abersfeld ist ein Gemeindeteil der Gemeinde Schonungen im unterfränkischen Landkreis Schweinfurt in Bayern. Abersfeld ist eine Filiale der Pfarrei Marktsteinach.

## Geographische Lage
Abersfeld liegt in der Schweinfurter Rhön, sechs Kilometer nordöstlich von Schonungen und zwölf Kilometer nordöstlich von Schweinfurt. Das Dorf wird vom Abersfelder Mühlbach durchflossen.

## Geschichte
Erstmals schriftlich erwähnt wurde Abersfeld 788 in einer Schenkungsurkunde, mit der zwei Adelige Teile ihres Besitzes in Abersfeld dem Kloster Fulda übertrugen.
Am 1. Mai 1978 wurde Abersfeld zusammen mit seinem Gemeindeteil Rednershof in die Gemeinde Schonungen eingegliedert.
Seit 2009 verfügt der Ort über einen Jugendzeltplatz, der direkt an das Sportgelände des DJK angrenzt und bis zu 120 Personen Raum zum Zelten bietet.

## Verkehr

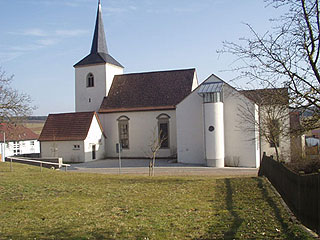
Abersfelder Kirche Heilige Drei Könige

- Die B 303 Schweinfurt–Coburg läuft am östlichen Ortsrand entlang, mit Anschluss an Abersfeld.

## Vereine
- Abersfelder Musikanten
- Freiwillige Feuerwehr Abersfeld
- Malteser Hilfsdienst Ortsverband Abersfeld
- Verein für Gartenbau und Landespflege
- SV 1953 DJK Abersfeld